# Liège-Bastogne-Liège féminin 2019
La 3e édition du Liège-Bastogne-Liège féminin a lieu le 28 avril 2019. C'est la dixième épreuve de l'UCI World Tour féminin 2019. Elle est remportée par la Néerlandaise Annemiek van Vleuten.

## Parcours
Le parcours est modifié dans son début avec la montée de la côte de Wanne et de Brume. Il redevient ensuite identique à celui de l'année précédente jusqu'à la Roche aux faucons. L'arrivée se situe à Liège et non plus à Ans. La côte de Saint-Nicolas n'est plus au programme.
| Num | Nom                          | km    | Longueur (m) | Pente moyenne | km de l'arrivée |
| --- | ---------------------------- | ----- | ------------ | ------------- | --------------- |
| 1   | Côte de Wanne                | 55    | 2 800        | 7,4 %         | 83,5            |
| 2   | Côte de Brume                | 64,5  |              |               | 74              |
| 3   | Côte de la Vecquée           | 90    | 3 100        | 6,4 %         | 48,5            |
| 4   | Côte de La Redoute           | 107,5 | 2 000        | 8,9 %         | 31,5            |
| 5   | Côte de la Roche aux faucons | 123,5 | 1 300        | 11 %          | 15,0            |

## Équipes
| Équipes féminines professionnelles (24)- Alé Cipollini - Aromitalia Vaiano - Astana Women's - BePink - Bigla - Boels Dolmans - BTC City Ljubljana - Canyon-SRAM Racing - CCC-Liv - Cogeas-Mettler - Doltcini-Van Eyck Sport - FDJ-Nouvelle Aquitaine-Futuroscope - Hagens Berman-Supermint - Health Mate-Ladies Team - Lotto Soudal Ladies - Mitchelton-Scott - Movistar Team - Parkhotel Valkenburg-Destil - Sunweb Women - Tibco-Silicon Valley Bank - Trek-Segafredo - Valcar Cylance - Virtu Cycling Women - WNT-Rotor Pro Cycling |
| |

## Favorites
La championne du monde Anna van der Breggen, double vainqueur sortante et vainqueur de la Flèche wallonne, est la principale favorite. Elle peut compter sur l'assistance de Chantal Blaak vainqueur de l'Amstel Gold Race en 2018. Annemiek van Vleuten est également favorite. Toujours très à l'aise dès que la route monte et deuxième du Tour des Flandres, elle est accompagnée d'Amanda Spratt autre excellente grimpeuse. La CCC-Liv avec le duo Marianne Vos-Ashleigh Moolman dispose également de sérieux arguments pour la victoire finale. Katarzyna Niewiadoma, vainqueur de l'Amstel Gold Race, est à suivre. Cecilie Uttrup Ludwig a démontré au Tour des Flandres que la forme était là. Elle devrait animer la course. Chez Sunweb, on compte sur Lucinda Brand et Coryn Rivera. La grande inconnue concerne Lizzie Deignan qui fait sa reprise sur l'Amstel Gold Race après deux ans loin des courses.

## Récit de la course
La météo est pluvieuse. Au kilomètre trente-six, Urska Bravec est la première à sortir. Elle est reprise dans la côte de Wanne. Maria Novolodskaya passe au sommet de celle-ci et de la côte de Brume, où elle se détache. Elle est ensuite rejointe par Leah Kirchmann . Leur avance culmine à une minute trente. Elles sont rejointes dans la côte de la Redoute. Annemiek van Vleuten y place une attaque. Anna van der Breggen et Elisa Longo Borghini tentent de la suivre, mais sans succès. Van Vleuten passe au sommet avec vingt-cinq secondes d'avance. À vingt kilomètres de l'arrivée, Lizzie Deignan part en poursuite. Dans la côte de la Roche aux Faucons, Elisa Longo Borghini rejoint sa coéquipière accompagnée d'Annika Langvad. Van Vleuten a néanmoins une minute vingt d'avance au sommet et n'est plus rejointe. Derrière, le trio est repris. Floortje Mackaij attaque dans le final et vient prendre la deuxième place. Le sprint pour la troisième place tourne à l'avance de Demi Vollering. Le podium est donc intégralement néerlandais. Annemiek van Vleuten prend la tête du classement World Tour.

## Classements

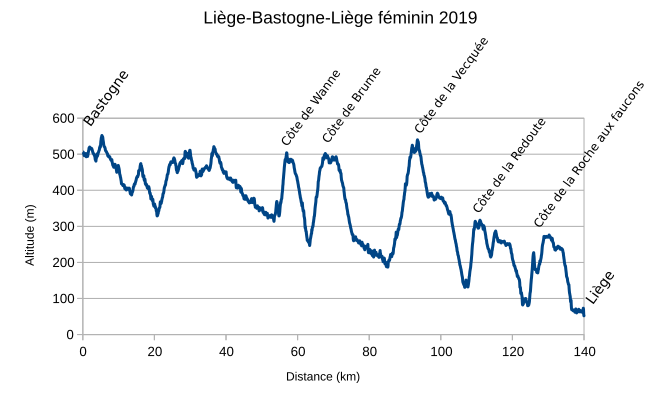
Profil de la course

### Classement final
| \| Classement général \| Classement général \| Classement général \| Classement général \| Classement général \| \| Coureuse \| Coureuse \| Pays \| Équipe \| Temps \| \| ------------------ \| --------------------- \| ------------------ \| -------------------- \| ------------------ \| \| 1re \| Annemiek van Vleuten \| Pays-Bas \| Mitchelton-Scott \| 3 h 42 min 10 s \| \| 2e \| Floortje Mackaij \| Pays-Bas \| Sunweb \| + 1 min 39 s \| \| 3e \| Demi Vollering \| Pays-Bas \| Parkhotel Valkenburg \| + 1 min 43 s \| \| 4e \| Soraya Paladin \| Italie \| Alé Cipollini \| + 1 min 43 s \| \| 5e \| Lucinda Brand \| Pays-Bas \| Sunweb \| + 1 min 43 s \| \| 6e \| Katarzyna Niewiadoma \| Pologne \| Canyon-SRAM Racing \| + 1 min 43 s \| \| 7e \| Lizzie Deignan \| Royaume-Uni \| Trek-Segafredo \| + 1 min 43 s \| \| 8e \| Alena Amialiusik \| Biélorussie \| Canyon-SRAM Racing \| + 1 min 43 s \| \| 9e \| Elisa Longo Borghini \| Italie \| Trek-Segafredo \| + 1 min 43 s \| \| 10e \| Cecilie Uttrup Ludwig \| Danemark \| Bigla \| + 1 min 43 s \| |                       |             |                      |                 |
| |                       |             |                      |                 |
| Source : ProCyclingStats |                       |             |                      |                 |
| Classement général |                       |             |                      |                 |
| Coureuse | Coureuse              | Pays        | Équipe               | Temps           |
| 1re | Annemiek van Vleuten  | Pays-Bas    | Mitchelton-Scott     | 3 h 42 min 10 s |
| 2e | Floortje Mackaij      | Pays-Bas    | Sunweb               | + 1 min 39 s    |
| 3e | Demi Vollering        | Pays-Bas    | Parkhotel Valkenburg | + 1 min 43 s    |
| 4e | Soraya Paladin        | Italie      | Alé Cipollini        | + 1 min 43 s    |
| 5e | Lucinda Brand         | Pays-Bas    | Sunweb               | + 1 min 43 s    |
| 6e | Katarzyna Niewiadoma  | Pologne     | Canyon-SRAM Racing   | + 1 min 43 s    |
| 7e | Lizzie Deignan        | Royaume-Uni | Trek-Segafredo       | + 1 min 43 s    |
| 8e | Alena Amialiusik      | Biélorussie | Canyon-SRAM Racing   | + 1 min 43 s    |
| 9e | Elisa Longo Borghini  | Italie      | Trek-Segafredo       | + 1 min 43 s    |
| 10e | Cecilie Uttrup Ludwig | Danemark    | Bigla                | + 1 min 43 s    |

### UCI World Tour

#### Points attribués
| Position           | 1er | 2e  | 3e  | 4e  | 5e | 6e | 7e | 8e | 9e | 10e | 11e | 12e | 13e | 14e | 15e | 16e à 30e | 31e à 40e |
| Classement général | 200 | 150 | 125 | 100 | 85 | 70 | 60 | 50 | 40 | 35  | 30  | 25  | 20  | 15  | 10  | 5         | 3         |

| Classement par points | Classement par points | Classement par points | Classement par points | Classement par points |
| Coureuse              | Coureuse              | Pays                  | Équipe                | Points                |
| --------------------- | --------------------- | --------------------- | --------------------- | --------------------- |
| 1re                   | Annemiek van Vleuten  | Pays-Bas              | Mitchelton-Scott      | 850 pts               |
| 2e                    | Marta Bastianelli     | Italie                | Virtu Cycling Women   | 710 pts               |
| 3e                    | Katarzyna Niewiadoma  | Pologne               | Canyon-SRAM Racing    | 605 pts               |
| 4e                    | Marianne Vos          | Pays-Bas              | CCC-Liv               | 580 pts               |
| 5e                    | Cecilie Uttrup Ludwig | Danemark              | Bigla                 | 490 pts               |
| 6e                    | Kirsten Wild          | Pays-Bas              | WNT-Rotor Pro Cycling | 450 pts               |
| 7e                    | Annika Langvad        | Danemark              | Boels Dolmans         | 390 pts               |
| 8e                    | Lorena Wiebes         | Pays-Bas              | Parkhotel Valkenburg  | 305 pts               |
| 9e                    | Anna van der Breggen  | Pays-Bas              | Boels Dolmans         | 285 pts               |
| 10e                   | Lotte Kopecky         | Belgique              | Lotto Soudal Ladies   | 283 pts               |

| Classement par points | Classement par points | Classement par points | Classement par points | Classement par points |
| Coureuse              | Coureuse              | Pays                  | Équipe                | Points                |
| --------------------- | --------------------- | --------------------- | --------------------- | --------------------- |
| 1re                   | Annemiek van Vleuten  | Pays-Bas              | Mitchelton-Scott      | 850 pts               |
| 2e                    | Marta Bastianelli     | Italie                | Virtu Cycling Women   | 710 pts               |
| 3e                    | Katarzyna Niewiadoma  | Pologne               | Canyon-SRAM Racing    | 605 pts               |
| 4e                    | Marianne Vos          | Pays-Bas              | CCC-Liv               | 580 pts               |
| 5e                    | Cecilie Uttrup Ludwig | Danemark              | Bigla                 | 490 pts               |
| 6e                    | Kirsten Wild          | Pays-Bas              | WNT-Rotor Pro Cycling | 450 pts               |
| 7e                    | Annika Langvad        | Danemark              | Boels Dolmans         | 390 pts               |
| 8e                    | Lorena Wiebes         | Pays-Bas              | Parkhotel Valkenburg  | 305 pts               |
| 9e                    | Anna van der Breggen  | Pays-Bas              | Boels Dolmans         | 285 pts               |
| 10e                   | Lotte Kopecky         | Belgique              | Lotto Soudal Ladies   | 283 pts               |

| Classement du meilleur jeune | Classement du meilleur jeune | Classement du meilleur jeune | Classement du meilleur jeune | Classement du meilleur jeune |
| Coureuse                     | Coureuse                     | Pays                         | Équipe                       | Points                       |
| ---------------------------- | ---------------------------- | ---------------------------- | ---------------------------- | ---------------------------- |

| Classement du meilleur jeune | Classement du meilleur jeune | Classement du meilleur jeune | Classement du meilleur jeune | Classement du meilleur jeune |
| Coureuse                     | Coureuse                     | Pays                         | Équipe                       | Points                       |
| ---------------------------- | ---------------------------- | ---------------------------- | ---------------------------- | ---------------------------- |

| Classement par équipes aux points | Classement par équipes aux points | Classement par équipes aux points | Classement par équipes aux points |
| Équipe                            | Équipe                            | Pays                              | Points                            |
| --------------------------------- | --------------------------------- | --------------------------------- | --------------------------------- |
| 1re                               | Boels Dolmans                     | Pays-Bas                          | 1319 pts                          |
| 2e                                | Mitchelton-Scott                  | Australie                         | 1158 pts                          |
| 3e                                | Canyon-SRAM Racing                | Allemagne                         | 888 pts                           |
| 4e                                | Virtu Cycling Women               | Danemark                          | 879 pts                           |
| 5e                                | CCC-Liv                           | Pays-Bas                          | 761 pts                           |
| 6e                                | Trek-Segafredo                    | États-Unis                        | 707 pts                           |
| 7e                                | Sunweb Women                      | Pays-Bas                          | 628 pts                           |
| 8e                                | Parkhotel Valkenburg-Destil       | Pays-Bas                          | 606 pts                           |
| 9e                                | Bigla                             | Danemark                          | 584 pts                           |
| 10e                               | WNT-Rotor Pro Cycling             | Allemagne                         | 576 pts                           |

| Classement par équipes aux points | Classement par équipes aux points | Classement par équipes aux points | Classement par équipes aux points |
| Équipe                            | Équipe                            | Pays                              | Points                            |
| --------------------------------- | --------------------------------- | --------------------------------- | --------------------------------- |
| 1re                               | Boels Dolmans                     | Pays-Bas                          | 1319 pts                          |
| 2e                                | Mitchelton-Scott                  | Australie                         | 1158 pts                          |
| 3e                                | Canyon-SRAM Racing                | Allemagne                         | 888 pts                           |
| 4e                                | Virtu Cycling Women               | Danemark                          | 879 pts                           |
| 5e                                | CCC-Liv                           | Pays-Bas                          | 761 pts                           |
| 6e                                | Trek-Segafredo                    | États-Unis                        | 707 pts                           |
| 7e                                | Sunweb Women                      | Pays-Bas                          | 628 pts                           |
| 8e                                | Parkhotel Valkenburg-Destil       | Pays-Bas                          | 606 pts                           |
| 9e                                | Bigla                             | Danemark                          | 584 pts                           |
| 10e                               | WNT-Rotor Pro Cycling             | Allemagne                         | 576 pts                           |

## Liste des participantes
| Légende | Légende                                                                    | Légende | Légende                                                    |
| ------- | -------------------------------------------------------------------------- | ------- | ---------------------------------------------------------- |
| Num     | Dossard de départ porté par le coureur sur ce Liège-Bastogne-Liège         | Pos     | Position à l'arrivée de la course                          |
|         | Indique un maillot de champion national ou mondial, suivi de sa spécialité | NP      | Indique un coureur qui n'a pas pris le départ de la course |
| AB      | Indique un coureur qui n'a pas terminé la course                           | HD      | Indique un coureur qui a terminé la course hors des délais |

| Boels Dolmans DLT | Boels Dolmans DLT                  | Boels Dolmans DLT |
| ----------------- | ---------------------------------- | ----------------- |
| Num               | Coureuse                           | Pos               |
| 1                 | Anna van der Breggen (NED) (route) | 12e               |
| 2                 | Chantal Blaak (NED) (route)        | 45e               |
| 3                 | Eva Buurman (NED)                  | 43e               |
| 4                 | Katie Hall (USA)                   | 16e               |
| 5                 | Annika Langvad (DEN)               | 14e               |
| 6                 | Amy Pieters (NED)                  | 44e               |

| Mitchelton-Scott MTS | Mitchelton-Scott MTS       | Mitchelton-Scott MTS |
| -------------------- | -------------------------- | -------------------- |
| Num                  | Coureuse                   | Pos                  |
| 11                   | Annemiek van Vleuten (NED) | 1re                  |
| 12                   | Jessica Allen (AUS)        | HD                   |
| 13                   | Lucy Kennedy (AUS)         | 67e                  |
| 14                   | Sarah Roy (AUS)            | 82e                  |
| 15                   | Amanda Spratt (AUS)        | 11e                  |
| 16                   | Moniek Tenniglo (NED)      | 92e                  |

| CCC-Liv CCC | CCC-Liv CCC                    | CCC-Liv CCC |
| ----------- | ------------------------------ | ----------- |
| Num         | Coureuse                       | Pos         |
| 21          | Ashleigh Moolman (RSA) (route) | AB          |
| 22          | Jeanne Korevaar (NED)          | 76e         |
| 23          | Riejanne Markus (NED)          | 41e         |
| 24          | Pauliena Rooijakkers (NED)     | AB          |
| 25          | Agnieszka Skalniak-Sójka (POL) | 49e         |
| 26          | Marianne Vos (NED)             | 21e         |

| Trek-Segafredo TFS | Trek-Segafredo TFS         | Trek-Segafredo TFS |
| ------------------ | -------------------------- | ------------------ |
| Num                | Coureuse                   | Pos                |
| 31                 | Lizzie Deignan (GBR)       | 7e                 |
| 32                 | Elisa Longo Borghini (ITA) | 9e                 |
| 33                 | Jolanda Neff (SUI) (route) | 23e                |
| 34                 | Ellen van Dijk (NED)       | 13e                |
| 35                 | Tayler Wiles (USA)         | 46e                |
| 36                 | Ruth Edwards (USA)         | AB                 |

| Canyon-SRAM Racing CSR | Canyon-SRAM Racing CSR         | Canyon-SRAM Racing CSR |
| ---------------------- | ------------------------------ | ---------------------- |
| Num                    | Coureuse                       | Pos                    |
| 41                     | Katarzyna Niewiadoma (POL)     | 6e                     |
| 42                     | Alena Amialiusik (BLR) (route) | 8e                     |
| 43                     | Alice Barnes (GBR)             | 85e                    |
| 44                     | Hannah Barnes (GBR)            | 65e                    |
| 45                     | Hannah Ludwig (GER)            | 91e                    |
| 46                     | Omer Shapira (ISR)             | 70e                    |

| FDJ-Nouvelle Aquitaine-Futuroscope FDJ | FDJ-Nouvelle Aquitaine-Futuroscope FDJ | FDJ-Nouvelle Aquitaine-Futuroscope FDJ |
| -------------------------------------- | -------------------------------------- | -------------------------------------- |
| Num                                    | Coureuse                               | Pos                                    |
| 51                                     | Shara Gillow (AUS)                     | 42e                                    |
| 52                                     | Eugénie Duval (FRA)                    | 75e                                    |
| 53                                     | Emilia Fahlin (SWE) (route)            | 22e                                    |
| 54                                     | Victorie Guilman (FRA)                 | 36e                                    |
| 55                                     | Lauren Kitchen (AUS)                   | HD                                     |
| 56                                     | Évita Muzic (FRA)                      | 32e                                    |

| Sunweb SUN | Sunweb SUN                  | Sunweb SUN |
| ---------- | --------------------------- | ---------- |
| Num        | Coureuse                    | Pos        |
| 62         | Lucinda Brand (NED)         | 5e         |
| 63         | Leah Kirchmann (CAN)        | 18e        |
| 64         | Juliette Labous (FRA)       | 31e        |
| 65         | Floortje Mackaij (NED)      | 2e         |
| 66         | Coryn Rivera (USA) (route)  | 77e        |
| 68         | Liane Lippert (GER) (route) | AB         |

| WNT-Rotor Pro Cycling WNT | WNT-Rotor Pro Cycling WNT     | WNT-Rotor Pro Cycling WNT |
| ------------------------- | ----------------------------- | ------------------------- |
| Num                       | Coureuse                      | Pos                       |
| 71                        | Erica Magnaldi (ITA)          | 72e                       |
| 72                        | Kathrin Hammes (GER)          | 56e                       |
| 73                        | Gabrielle Pilote Fortin (CAN) | AB                        |
| 74                        | Ane Santesteban (ESP)         | 28e                       |
| 76                        | Lara Vieceli (ITA)            | AB                        |
| 78                        | Sarah Rijkes (AUT)            | 86e                       |

| Tibco-Silicon Valley Bank TIB | Tibco-Silicon Valley Bank TIB | Tibco-Silicon Valley Bank TIB |
| ----------------------------- | ----------------------------- | ----------------------------- |
| Num                           | Coureuse                      | Pos                           |
| 82                            | Alison Jackson (CAN)          | 51e                           |
| 83                            | Nina Kessler (NED)            | AB                            |
| 84                            | Shannon Malseed (AUS)         | 60e                           |
| 85                            | Rozanne Slik (NED)            | AB                            |
| 86                            | Lauren Stephens (USA)         | AB                            |

| BTC City Ljubljana BTC | BTC City Ljubljana BTC   | BTC City Ljubljana BTC |
| ---------------------- | ------------------------ | ---------------------- |
| Num                    | Coureuse                 | Pos                    |
| 91                     | Anastasia Chursina (RUS) | 58e                    |
| 92                     | Urška Bravec (SLO)       | AB                     |
| 93                     | Anja Longyka (SLO)       | AB                     |
| 94                     | Hanna Nilsson (SWE)      | 53e                    |
| 95                     | Urša Pintar (SLO)        | 80e                    |
| 96                     | Urška Žigart (SLO)       | 87e                    |

| Virtu Cycling Women TVC | Virtu Cycling Women TVC | Virtu Cycling Women TVC |
| ----------------------- | ----------------------- | ----------------------- |
| Num                     | Coureuse                | Pos                     |
| 101                     | Sara Penton (SWE)       | 93e                     |
| 102                     | Katrine Aalerud (NOR)   | 62e                     |
| 103                     | Sofia Bertizzolo (ITA)  | 20e                     |
| 104                     | Louise Norman Hansen    | 88e                     |
| 105                     | Anouska Koster (NED)    | 38e                     |
| 106                     | Rachel Neylan (AUS)     | 61e                     |

| Alé Cipollini ALE | Alé Cipollini ALE          | Alé Cipollini ALE |
| ----------------- | -------------------------- | ----------------- |
| Num               | Coureuse                   | Pos               |
| 111               | Soraya Paladin (ITA)       | 4e                |
| 112               | Chloe Hosking (AUS)        | AB                |
| 113               | Romy Kasper (GER)          | 81e               |
| 114               | Diana Peñuela (COL)        | AB                |
| 115               | Nadia Quagliotto (ITA)     | 63e               |
| 116               | Eri Yonamine (JPN) (route) | 74e               |

| Movistar Team MOV | Movistar Team MOV                 | Movistar Team MOV |
| ----------------- | --------------------------------- | ----------------- |
| Num               | Coureuse                          | Pos               |
| 121               | Mavi García (ESP)                 | 17e               |
| 122               | Aude Biannic (FRA) (route)        | 19e               |
| 124               | Małgorzata Jasińska (POL) (route) | 24e               |
| 125               | Lorena Llamas (ESP)               | 73e               |
| 126               | Eider Merino (ESP) (route)        | 30e               |
| 127               | Gloria Rodríguez (ESP)            | AB                |

| Bigla BIG | Bigla BIG                   | Bigla BIG |
| --------- | --------------------------- | --------- |
| Num       | Coureuse                    | Pos       |
| 131       | Cecilie Uttrup Ludwig (DEN) | 10e       |
| 132       | Elizabeth Banks (GBR)       | 48e       |
| 133       | Elise Chabbey (SUI)         | 37e       |
| 134       | Nikola Nosková (CZE)        | 39e       |
| 135       | Mikayla Harvey (NZL)        | 26e       |
| 136       | Sophie Wright (GBR)         | 89e       |

| Astana Women's Team ASA | Astana Women's Team ASA   | Astana Women's Team ASA |
| ----------------------- | ------------------------- | ----------------------- |
| Num                     | Coureuse                  | Pos                     |
| 142                     | Marie-Soleil Blais (CAN)  | AB                      |
| 143                     | Marina Kuzmina (KAZ)      | AB                      |
| 144                     | Elena Pirrone (ITA)       | AB                      |
| 146                     | Olga Shekel (UKR) (route) | 52e                     |

| Lotto Soudal Ladies LSL | Lotto Soudal Ladies LSL   | Lotto Soudal Ladies LSL |
| ----------------------- | ------------------------- | ----------------------- |
| Num                     | Coureuse                  | Pos                     |
| 151                     | Julie Van de Velde (BEL)  | 15e                     |
| 152                     | Danique Braam (NED)       | AB                      |
| 153                     | Danielle Christmas (GBR)  | 55e                     |
| 154                     | Marie Dessart (BEL)       | HD                      |
| 155                     | Chantal Hoffmann (LUX)    | AB                      |
| 156                     | Kelly Van den Steen (BEL) | 34e                     |

| Aromitalia Vaiano VAI | Aromitalia Vaiano VAI        | Aromitalia Vaiano VAI |
| --------------------- | ---------------------------- | --------------------- |
| Num                   | Coureuse                     | Pos                   |
| 161                   | Rasa Leleivytė (LTU) (route) | AB                    |
| 162                   | Sofia Beggin (ITA)           | 78e                   |
| 163                   | Letizia Borghesi (ITA)       | 35e                   |
| 164                   | Angelica Brogi (ITA)         | AB                    |
| 165                   | Carmela Cipriani (ITA)       | 69e                   |
| 166                   | Nicole Nesti (ITA)           | AB                    |

| Parkhotel Valkenburg PHV | Parkhotel Valkenburg PHV | Parkhotel Valkenburg PHV |
| ------------------------ | ------------------------ | ------------------------ |
| Num                      | Coureuse                 | Pos                      |
| 171                      | Sofie De Vuyst (BEL)     | 68e                      |
| 172                      | Nina Buysman (NED)       | AB                       |
| 173                      | Belle De Gast (NED)      | HD                       |
| 174                      | Roxane Knetemann (NED)   | 33e                      |
| 175                      | Esther van Veen (NED)    | 79e                      |
| 176                      | Demi Vollering (NED)     | 3e                       |

| Bepink BPK | Bepink BPK             | Bepink BPK |
| ---------- | ---------------------- | ---------- |
| Num        | Coureuse               | Pos        |
| 181        | Tatiana Guderzo (ITA)  | 25e        |
| 182        | Vania Canvelli (ITA)   | AB         |
| 183        | Simona Frapporti (ITA) | AB         |
| 184        | Katia Ragusa (ITA)     | 47e        |
| 185        | Nicole Steigenga (NED) | AB         |
| 186        | Silvia Valsecchi (ITA) | AB         |

| Valcar Cylance VAL | Valcar Cylance VAL          | Valcar Cylance VAL |
| ------------------ | --------------------------- | ------------------ |
| Num                | Coureuse                    | Pos                |
| 191                | Marta Cavalli (ITA) (route) | 27e                |
| 192                | Alice Maria Arzuffi (ITA)   | AB                 |
| 193                | Elisa Balsamo (ITA)         | 83e                |
| 194                | Vittoria Guazzini (ITA)     | 50e                |
| 195                | Barbara Malcotti (ITA)      | AB                 |
| 196                | Dalia Muccioli (ITA)        | 84e                |

| Health Mate-Ladies Team HMT | Health Mate-Ladies Team HMT   | Health Mate-Ladies Team HMT |
| --------------------------- | ----------------------------- | --------------------------- |
| Num                         | Coureuse                      | Pos                         |
| 202                         | Veronika Kormos (HUN)         | AB                          |
| 203                         | Esther Meisels (ISR)          | AB                          |
| 204                         | Christina Schweinberger (AUT) | AB                          |
| 205                         | Suzanne Verhoeven (BEL)       | HD                          |
| 206                         | Kylie Waterreus (NED)         | 90e                         |

| Hagens Berman-Supermint HBS | Hagens Berman-Supermint HBS | Hagens Berman-Supermint HBS |
| --------------------------- | --------------------------- | --------------------------- |
| Num                         | Coureuse                    | Pos                         |
| 211                         | Lily Williams (USA)         | 71e                         |
| 212                         | Whitney Allison (USA)       | 66e                         |
| 213                         | Leigh Ann Ganzar (USA)      | 54e                         |
| 214                         | Lindsay Bayer (USA)         | 59e                         |
| 215                         | Harriet Owen (GBR)          | AB                          |
| 216                         | Liza Rachetto (USA)         | AB                          |

| Cogeas-Mettler-Look Pro Cycling Team CGS | Cogeas-Mettler-Look Pro Cycling Team CGS | Cogeas-Mettler-Look Pro Cycling Team CGS |
| ---------------------------------------- | ---------------------------------------- | ---------------------------------------- |
| Num                                      | Coureuse                                 | Pos                                      |
| 221                                      | Maria Novolodskaya (RUS)                 | 29e                                      |
| 222                                      | Gulnaz Khatuntseva (RUS)                 | AB                                       |
| 223                                      | Ántri Christofórou (CYP) (route)         | 40e                                      |
| 224                                      | Olga Deiko (RUS)                         | AB                                       |
| 225                                      | Elizaveta Oshurkova (RUS)                | AB                                       |
| 226                                      | Anastasiia Pliaskina (RUS)               | AB                                       |

| Doltcini-Van Eyck Sport DVE | Doltcini-Van Eyck Sport DVE     | Doltcini-Van Eyck Sport DVE |
| --------------------------- | ------------------------------- | --------------------------- |
| Num                         | Coureuse                        | Pos                         |
| 231                         | Tetyana Riabchenko (UKR)        | 64e                         |
| 232                         | Séverine Eraud (FRA)            | AB                          |
| 233                         | Pascale Jeuland-Tranchant (FRA) | AB                          |
| 234                         | Marion Sicot (FRA)              | 57e                         |
| 235                         | Saartje Vandenbroucke (BEL)     | AB                          |
| 237                         | Mieke Docx (BEL)                | AB                          |

| Boels Dolmans DLT | Boels Dolmans DLT                  | Boels Dolmans DLT |
| ----------------- | ---------------------------------- | ----------------- |
| Num               | Coureuse                           | Pos               |
| 1                 | Anna van der Breggen (NED) (route) | 12e               |
| 2                 | Chantal Blaak (NED) (route)        | 45e               |
| 3                 | Eva Buurman (NED)                  | 43e               |
| 4                 | Katie Hall (USA)                   | 16e               |
| 5                 | Annika Langvad (DEN)               | 14e               |
| 6                 | Amy Pieters (NED)                  | 44e               |

| Mitchelton-Scott MTS | Mitchelton-Scott MTS       | Mitchelton-Scott MTS |
| -------------------- | -------------------------- | -------------------- |
| Num                  | Coureuse                   | Pos                  |
| 11                   | Annemiek van Vleuten (NED) | 1re                  |
| 12                   | Jessica Allen (AUS)        | HD                   |
| 13                   | Lucy Kennedy (AUS)         | 67e                  |
| 14                   | Sarah Roy (AUS)            | 82e                  |
| 15                   | Amanda Spratt (AUS)        | 11e                  |
| 16                   | Moniek Tenniglo (NED)      | 92e                  |

| CCC-Liv CCC | CCC-Liv CCC                    | CCC-Liv CCC |
| ----------- | ------------------------------ | ----------- |
| Num         | Coureuse                       | Pos         |
| 21          | Ashleigh Moolman (RSA) (route) | AB          |
| 22          | Jeanne Korevaar (NED)          | 76e         |
| 23          | Riejanne Markus (NED)          | 41e         |
| 24          | Pauliena Rooijakkers (NED)     | AB          |
| 25          | Agnieszka Skalniak-Sójka (POL) | 49e         |
| 26          | Marianne Vos (NED)             | 21e         |

| Trek-Segafredo TFS | Trek-Segafredo TFS         | Trek-Segafredo TFS |
| ------------------ | -------------------------- | ------------------ |
| Num                | Coureuse                   | Pos                |
| 31                 | Lizzie Deignan (GBR)       | 7e                 |
| 32                 | Elisa Longo Borghini (ITA) | 9e                 |
| 33                 | Jolanda Neff (SUI) (route) | 23e                |
| 34                 | Ellen van Dijk (NED)       | 13e                |
| 35                 | Tayler Wiles (USA)         | 46e                |
| 36                 | Ruth Edwards (USA)         | AB                 |

| Canyon-SRAM Racing CSR | Canyon-SRAM Racing CSR         | Canyon-SRAM Racing CSR |
| ---------------------- | ------------------------------ | ---------------------- |
| Num                    | Coureuse                       | Pos                    |
| 41                     | Katarzyna Niewiadoma (POL)     | 6e                     |
| 42                     | Alena Amialiusik (BLR) (route) | 8e                     |
| 43                     | Alice Barnes (GBR)             | 85e                    |
| 44                     | Hannah Barnes (GBR)            | 65e                    |
| 45                     | Hannah Ludwig (GER)            | 91e                    |
| 46                     | Omer Shapira (ISR)             | 70e                    |

| FDJ-Nouvelle Aquitaine-Futuroscope FDJ | FDJ-Nouvelle Aquitaine-Futuroscope FDJ | FDJ-Nouvelle Aquitaine-Futuroscope FDJ |
| -------------------------------------- | -------------------------------------- | -------------------------------------- |
| Num                                    | Coureuse                               | Pos                                    |
| 51                                     | Shara Gillow (AUS)                     | 42e                                    |
| 52                                     | Eugénie Duval (FRA)                    | 75e                                    |
| 53                                     | Emilia Fahlin (SWE) (route)            | 22e                                    |
| 54                                     | Victorie Guilman (FRA)                 | 36e                                    |
| 55                                     | Lauren Kitchen (AUS)                   | HD                                     |
| 56                                     | Évita Muzic (FRA)                      | 32e                                    |

| Sunweb SUN | Sunweb SUN                  | Sunweb SUN |
| ---------- | --------------------------- | ---------- |
| Num        | Coureuse                    | Pos        |
| 62         | Lucinda Brand (NED)         | 5e         |
| 63         | Leah Kirchmann (CAN)        | 18e        |
| 64         | Juliette Labous (FRA)       | 31e        |
| 65         | Floortje Mackaij (NED)      | 2e         |
| 66         | Coryn Rivera (USA) (route)  | 77e        |
| 68         | Liane Lippert (GER) (route) | AB         |

| WNT-Rotor Pro Cycling WNT | WNT-Rotor Pro Cycling WNT     | WNT-Rotor Pro Cycling WNT |
| ------------------------- | ----------------------------- | ------------------------- |
| Num                       | Coureuse                      | Pos                       |
| 71                        | Erica Magnaldi (ITA)          | 72e                       |
| 72                        | Kathrin Hammes (GER)          | 56e                       |
| 73                        | Gabrielle Pilote Fortin (CAN) | AB                        |
| 74                        | Ane Santesteban (ESP)         | 28e                       |
| 76                        | Lara Vieceli (ITA)            | AB                        |
| 78                        | Sarah Rijkes (AUT)            | 86e                       |

| Tibco-Silicon Valley Bank TIB | Tibco-Silicon Valley Bank TIB | Tibco-Silicon Valley Bank TIB |
| ----------------------------- | ----------------------------- | ----------------------------- |
| Num                           | Coureuse                      | Pos                           |
| 82                            | Alison Jackson (CAN)          | 51e                           |
| 83                            | Nina Kessler (NED)            | AB                            |
| 84                            | Shannon Malseed (AUS)         | 60e                           |
| 85                            | Rozanne Slik (NED)            | AB                            |
| 86                            | Lauren Stephens (USA)         | AB                            |

| BTC City Ljubljana BTC | BTC City Ljubljana BTC   | BTC City Ljubljana BTC |
| ---------------------- | ------------------------ | ---------------------- |
| Num                    | Coureuse                 | Pos                    |
| 91                     | Anastasia Chursina (RUS) | 58e                    |
| 92                     | Urška Bravec (SLO)       | AB                     |
| 93                     | Anja Longyka (SLO)       | AB                     |
| 94                     | Hanna Nilsson (SWE)      | 53e                    |
| 95                     | Urša Pintar (SLO)        | 80e                    |
| 96                     | Urška Žigart (SLO)       | 87e                    |

| Virtu Cycling Women TVC | Virtu Cycling Women TVC | Virtu Cycling Women TVC |
| ----------------------- | ----------------------- | ----------------------- |
| Num                     | Coureuse                | Pos                     |
| 101                     | Sara Penton (SWE)       | 93e                     |
| 102                     | Katrine Aalerud (NOR)   | 62e                     |
| 103                     | Sofia Bertizzolo (ITA)  | 20e                     |
| 104                     | Louise Norman Hansen    | 88e                     |
| 105                     | Anouska Koster (NED)    | 38e                     |
| 106                     | Rachel Neylan (AUS)     | 61e                     |

| Alé Cipollini ALE | Alé Cipollini ALE          | Alé Cipollini ALE |
| ----------------- | -------------------------- | ----------------- |
| Num               | Coureuse                   | Pos               |
| 111               | Soraya Paladin (ITA)       | 4e                |
| 112               | Chloe Hosking (AUS)        | AB                |
| 113               | Romy Kasper (GER)          | 81e               |
| 114               | Diana Peñuela (COL)        | AB                |
| 115               | Nadia Quagliotto (ITA)     | 63e               |
| 116               | Eri Yonamine (JPN) (route) | 74e               |

| Movistar Team MOV | Movistar Team MOV                 | Movistar Team MOV |
| ----------------- | --------------------------------- | ----------------- |
| Num               | Coureuse                          | Pos               |
| 121               | Mavi García (ESP)                 | 17e               |
| 122               | Aude Biannic (FRA) (route)        | 19e               |
| 124               | Małgorzata Jasińska (POL) (route) | 24e               |
| 125               | Lorena Llamas (ESP)               | 73e               |
| 126               | Eider Merino (ESP) (route)        | 30e               |
| 127               | Gloria Rodríguez (ESP)            | AB                |

| Bigla BIG | Bigla BIG                   | Bigla BIG |
| --------- | --------------------------- | --------- |
| Num       | Coureuse                    | Pos       |
| 131       | Cecilie Uttrup Ludwig (DEN) | 10e       |
| 132       | Elizabeth Banks (GBR)       | 48e       |
| 133       | Elise Chabbey (SUI)         | 37e       |
| 134       | Nikola Nosková (CZE)        | 39e       |
| 135       | Mikayla Harvey (NZL)        | 26e       |
| 136       | Sophie Wright (GBR)         | 89e       |

| Astana Women's Team ASA | Astana Women's Team ASA   | Astana Women's Team ASA |
| ----------------------- | ------------------------- | ----------------------- |
| Num                     | Coureuse                  | Pos                     |
| 142                     | Marie-Soleil Blais (CAN)  | AB                      |
| 143                     | Marina Kuzmina (KAZ)      | AB                      |
| 144                     | Elena Pirrone (ITA)       | AB                      |
| 146                     | Olga Shekel (UKR) (route) | 52e                     |

| Lotto Soudal Ladies LSL | Lotto Soudal Ladies LSL   | Lotto Soudal Ladies LSL |
| ----------------------- | ------------------------- | ----------------------- |
| Num                     | Coureuse                  | Pos                     |
| 151                     | Julie Van de Velde (BEL)  | 15e                     |
| 152                     | Danique Braam (NED)       | AB                      |
| 153                     | Danielle Christmas (GBR)  | 55e                     |
| 154                     | Marie Dessart (BEL)       | HD                      |
| 155                     | Chantal Hoffmann (LUX)    | AB                      |
| 156                     | Kelly Van den Steen (BEL) | 34e                     |

| Aromitalia Vaiano VAI | Aromitalia Vaiano VAI        | Aromitalia Vaiano VAI |
| --------------------- | ---------------------------- | --------------------- |
| Num                   | Coureuse                     | Pos                   |
| 161                   | Rasa Leleivytė (LTU) (route) | AB                    |
| 162                   | Sofia Beggin (ITA)           | 78e                   |
| 163                   | Letizia Borghesi (ITA)       | 35e                   |
| 164                   | Angelica Brogi (ITA)         | AB                    |
| 165                   | Carmela Cipriani (ITA)       | 69e                   |
| 166                   | Nicole Nesti (ITA)           | AB                    |

| Parkhotel Valkenburg PHV | Parkhotel Valkenburg PHV | Parkhotel Valkenburg PHV |
| ------------------------ | ------------------------ | ------------------------ |
| Num                      | Coureuse                 | Pos                      |
| 171                      | Sofie De Vuyst (BEL)     | 68e                      |
| 172                      | Nina Buysman (NED)       | AB                       |
| 173                      | Belle De Gast (NED)      | HD                       |
| 174                      | Roxane Knetemann (NED)   | 33e                      |
| 175                      | Esther van Veen (NED)    | 79e                      |
| 176                      | Demi Vollering (NED)     | 3e                       |

| Bepink BPK | Bepink BPK             | Bepink BPK |
| ---------- | ---------------------- | ---------- |
| Num        | Coureuse               | Pos        |
| 181        | Tatiana Guderzo (ITA)  | 25e        |
| 182        | Vania Canvelli (ITA)   | AB         |
| 183        | Simona Frapporti (ITA) | AB         |
| 184        | Katia Ragusa (ITA)     | 47e        |
| 185        | Nicole Steigenga (NED) | AB         |
| 186        | Silvia Valsecchi (ITA) | AB         |

| Valcar Cylance VAL | Valcar Cylance VAL          | Valcar Cylance VAL |
| ------------------ | --------------------------- | ------------------ |
| Num                | Coureuse                    | Pos                |
| 191                | Marta Cavalli (ITA) (route) | 27e                |
| 192                | Alice Maria Arzuffi (ITA)   | AB                 |
| 193                | Elisa Balsamo (ITA)         | 83e                |
| 194                | Vittoria Guazzini (ITA)     | 50e                |
| 195                | Barbara Malcotti (ITA)      | AB                 |
| 196                | Dalia Muccioli (ITA)        | 84e                |

| Health Mate-Ladies Team HMT | Health Mate-Ladies Team HMT   | Health Mate-Ladies Team HMT |
| --------------------------- | ----------------------------- | --------------------------- |
| Num                         | Coureuse                      | Pos                         |
| 202                         | Veronika Kormos (HUN)         | AB                          |
| 203                         | Esther Meisels (ISR)          | AB                          |
| 204                         | Christina Schweinberger (AUT) | AB                          |
| 205                         | Suzanne Verhoeven (BEL)       | HD                          |
| 206                         | Kylie Waterreus (NED)         | 90e                         |

| Hagens Berman-Supermint HBS | Hagens Berman-Supermint HBS | Hagens Berman-Supermint HBS |
| --------------------------- | --------------------------- | --------------------------- |
| Num                         | Coureuse                    | Pos                         |
| 211                         | Lily Williams (USA)         | 71e                         |
| 212                         | Whitney Allison (USA)       | 66e                         |
| 213                         | Leigh Ann Ganzar (USA)      | 54e                         |
| 214                         | Lindsay Bayer (USA)         | 59e                         |
| 215                         | Harriet Owen (GBR)          | AB                          |
| 216                         | Liza Rachetto (USA)         | AB                          |

| Cogeas-Mettler-Look Pro Cycling Team CGS | Cogeas-Mettler-Look Pro Cycling Team CGS | Cogeas-Mettler-Look Pro Cycling Team CGS |
| ---------------------------------------- | ---------------------------------------- | ---------------------------------------- |
| Num                                      | Coureuse                                 | Pos                                      |
| 221                                      | Maria Novolodskaya (RUS)                 | 29e                                      |
| 222                                      | Gulnaz Khatuntseva (RUS)                 | AB                                       |
| 223                                      | Ántri Christofórou (CYP) (route)         | 40e                                      |
| 224                                      | Olga Deiko (RUS)                         | AB                                       |
| 225                                      | Elizaveta Oshurkova (RUS)                | AB                                       |
| 226                                      | Anastasiia Pliaskina (RUS)               | AB                                       |

| Doltcini-Van Eyck Sport DVE | Doltcini-Van Eyck Sport DVE     | Doltcini-Van Eyck Sport DVE |
| --------------------------- | ------------------------------- | --------------------------- |
| Num                         | Coureuse                        | Pos                         |
| 231                         | Tetyana Riabchenko (UKR)        | 64e                         |
| 232                         | Séverine Eraud (FRA)            | AB                          |
| 233                         | Pascale Jeuland-Tranchant (FRA) | AB                          |
| 234                         | Marion Sicot (FRA)              | 57e                         |
| 235                         | Saartje Vandenbroucke (BEL)     | AB                          |
| 237                         | Mieke Docx (BEL)                | AB                          |